# Ashwell (Devon)
Pour les articles homonymes, voir Ashwell.
Ashcombe est un village dans le Devon.